# Veselîi Hai, Mahdalînivka
Veselîi Hai (în ucraineană Веселий Гай) este un sat în comuna Polîvanivka din raionul Mahdalînivka, regiunea Dnipropetrovsk, Ucraina.

## Demografie
Componența lingvistică a localității Veselîi Hai
     Ucraineană (97,17%)
     Rusă (2,83%)
Conform recensământului din 2001, majoritatea populației localității Veselîi Hai era vorbitoare de ucraineană (97,17%), existând în minoritate și vorbitori de rusă (2,83%).